# Where Love Has Gone
Where Love Has Gone (bra: Escândalo na Sociedade) é um filme estadunidense de 1964, do gênero drama, dirigido por Edward Dmytryk, e estrelado por Susan Hayward e Bette Davis. O roteiro de John Michael Hayes foi baseado no romance homônimo de 1962, de Harold Robbins.

## Sinopse
A Sra. Hayden (Bette Davis) é uma mãe extremamente dominadora que sempre prejudicou a relação da filha Valerie (Susan Hayward) com o marido, Luke Miller (Mike Connors). Em uma família desestruturada, tragédias começam a acontecer quando Danielle (Joey Heatherton), a filha adolescente de Valerie e Luke, aguarda o julgamento após esfaquear Rick Lazich, o mais recente amante de sua mãe – o que leva todos ao ápice de suas emoções.

## Elenco
- Susan Hayward como Valerie Hayden Miller
- Bette Davis como Sra. Gerald Hayden
- Mike Connors como Luke Miller (creditado como Michael Connors)
- Joey Heatherton como Danielle Valerie Miller
- Jane Greer como Marian Spicer
- DeForest Kelley como Sam Corwin
- George Macready como Gordon Harris
- Anne Seymour como Dra. Sally Jennings
- Willis Bouchey como Juiz Murphy
- Walter Reed como George Babson
- Ann Doran como Sra. Geraghty
- Bartlett Robinson como Sr. Coleman
- Whit Bissell como Professor Bell
- Anthony Caruso como Rafael

## Recepção
Embora Robbins e o estúdio tenham se recusado a reconhecer uma conexão concreta, algumas publicações, como a da revista Newsweek, notaram as semelhanças entre o filme e o caso real de Cheryl Crane, filha da atriz Lana Turner, que em 1958 esfaqueou e matou o namorado de sua mãe, Johnny Stompanato, alegando que ela estava defendendo sua mãe de um ataque. A Newsweek escreveu que o caso pareceu ter influenciado a "história tola" e a descreveu como "um típico pastiche de Harold Robbins de recortes de jornais generosamente revestidos de sentimento e colados com sexo".
The Saturday Review criticou o filme, dizendo que o roteiro "de alguma forma consegue fazer cada fala dramática (particularmente quando proferida por Susan Hayward) soar como uma legenda para um desenho animado do The New Yorker".

## Prêmios e indicações
| Ano  | Cerimônia     | Categoria              | Indicado                                              | Resultado |
| ---- | ------------- | ---------------------- | ----------------------------------------------------- | --------- |
| 1965 | Globo de Ouro | Melhor canção original | Jimmy Van Heusen & Sammy Cahn ("Where Love Has Gone") | Indicado  |
| 1965 | Oscar         | Melhor canção original | Jimmy Van Heusen & Sammy Cahn ("Where Love Has Gone") | Indicado  |